# Сант-Элиджо-дельи-Орефичи
Сант-Элиджо-дельи-Орефичи (итал. Chiesa di Sant Eligio degli Orefici — Церковь Святого Элигия цеха ювелиров) — небольшая церковь в Риме, в районе Регола, на левом берегу Тибра, на одноимённой улице, недалеко от Виа Джулия. Церковь принадлежала богатой корпорации ювелиров (итал. orefici — ювелиры) и освящена в честь Святого Элигия, покровителя золотых и серебряных дел мастеров, чеканщиков, нумизматов и коллекционеров монет.
Церковь была построена на средства цеха ювелиров и серебряников рядом со зданием, которое до настоящего времени является резиденцией «Благородной коллегии ювелиров и серебряников Рима» (Nobil Collegio degli orafi ed argentieri di Roma) между 1509 и 1575 годами. Церковь претерпела несколько реконструкций по причине периодических затоплений водами Тибра.
Первый проект церкви разработал Рафаэль Санти. Рафаэль-архитектор был последователем Донато Браманте, основоположника архитектуры римского классицизма начала XVI века. После смерти Браманте в 1514 году Рафаэль занял должность главного архитектора собора Святого Петра в Ватикане. В 1515 году папа Юлий II назначил Рафаэля главным археологом и «Хранителем памятников города Рима». Церковь цеха ювелиров построена по плану в форме равноконечного греческого креста, что характерно для идей классицистической архитектуры круга Л. Б. Альберти и Д. Браманте. Средокрестие увенчано небольшим полусферическим куполом с фонарём-лантерной, который опирается через полуциркульные арки и пандативы на четыре пилона. Стены гладкие, почти лишены декора. «Обилие света, распространяющегося сверху, чистота и изящество форм характерны для Рафаэля».
Впоследствии церковь перестраивали. Купол по идее Рафаэля создан Бальдассаре Перуцци. Оригинальный фасад обрушился в 1601 году и был воссоздан Фламинио Понцио в 1603—1612 годах (перестроен в 1620 году Джованни Мария Бонаццини).
Фрески в апсиде церкви выполнили Маттео да Лечче (Мадонна между святыми Стефаном, Лаврентием и Элигием), Таддео Цуккаро (Пророки и апостолы), в боковых капеллах — Джованни де Векки (Рождество) и Джованни Франческо Романелли (Поклонение волхвов). В 1722 году в церкви установили надгробный монумент Джованни Джардини ди Форли, капеллана, члена Академии Святого Луки, «серебряных дел мастера апостольских дворцов» (argentiere dei palazzi Apostolici).
В 1730 году в церкви установлена копия мемориальной доски Бернардино Пассери, римского ювелира, одного основателей цеха, погибшего в 1527 году во время разграбления Рима ландскнехтами императора Карла V (итал. Sacco di Roma).
- Церковь Сант-Элиджо-дельи-Орефичи. 1509—1575
- Общий вид церкви
- Интерьер. Вид на главный алтарь